# Monts Lely
Les monts Lely (en anglais Lely Mountains) sont un massif montagneux de l'Est du Suriname, dont le plateau culmine à environ 685 mètres d'altitude. Leur nom fait référence à Cornelis Lely, ingénieur en hydraulique néerlandais et gouverneur de l'ancienne colonie qu'était la Guyane néerlandaise avant son indépendance en 1975 sous le nom de Suriname.